# Эванджелин (приход)
Эва́нджелин (англ. Evangeline Parish) или Эванжели́н (фр. Paroisse d'Evangeline) — приход штата Луизиана, США. Официально образован в 1910 году. По состоянию на 2010 год, численность населения составляла 33 984 человека.

## География
По данным Бюро переписи США, общая площадь прихода равняется 1 761,202 км2, из которых 1 714,582 км2 — суша, и 44,030 км2, или 2,500 %, — это водоёмы.

## Население
По данным переписи населения 2000 года на территории прихода проживает 35 434 жителя в составе 12 736 домашних хозяйств и 9 157 семей. Плотность населения составляет 21,00 человек на км2. На территории прихода насчитывается 14 258 жилых строений, при плотности застройки около 8,00-ми строений на км2. Расовый состав населения: белые — 70,42 %, афроамериканцы — 28,57 %, коренные американцы (индейцы) — 0,23 %, азиаты — 0,14 %, гавайцы — 0,01 %, представители других рас — 0,18 %, представители двух или более рас — 0,46 %. Испаноязычные составляли 1,04 % населения независимо от расы.
В составе 38,00 % из общего числа домашних хозяйств проживают дети в возрасте до 18 лет, 52,30 % домашних хозяйств представляют собой супружеские пары, проживающие вместе, 15,50 % домашних хозяйств представляют собой одиноких женщин без супруга, 28,10 % домашних хозяйств не имеют отношения к семьям, 25,80 % домашних хозяйств состоят из одного человека, 11,90 % домашних хозяйств состоят из престарелых (65 лет и старше), проживающих в одиночестве. Средний размер домашнего хозяйства составляет 2,64 человека, и средний размер семьи 3,19 человека.
Возрастной состав прихода: 29,60 % моложе 18 лет, 9,60 % от 18 до 24, 27,60 % от 25 до 44, 20,40 % от 45 до 64 и 20,40 % от 65 и старше. Средний возраст жителя прихода 34 лет. На каждые 100 женщин приходится 99,40 мужчин. На каждые 100 женщин старше 18 лет приходится 98,10 мужчин.
Средний доход на домохозяйство прихода составлял 20 532 USD, на семью — 27 243 USD. Среднестатистический заработок мужчины был 30 386 USD против 16 793 USD для женщины. Доход на душу населения составлял 11 432 USD. Около 27,20 % семей и 32,20 % общего населения находились ниже черты бедности, в том числе — 39,10 % молодежи (тех, кому ещё не исполнилось 18 лет) и 31,00 % тех, кому было уже больше 65 лет.